# 克倫德爾格拉本河
49°54′08″N 9°37′21″E / 49.902216°N 9.622451°E
克倫德爾格拉本河（德語：Krendelgraben），是德國的河流，位於該國東南部，由巴伐利亞負責管轄，屬於弗蘭克巴赫河的右支流，河道全長0.6公里，河畔城鎮有羅登。